# Слипи Холоу (Калифорнија)
Слипи Холоу (енгл. Sleepy Hollow) насељено је место без административног статуса у америчкој савезној држави Калифорнија.

## Демографија
По попису из 2010. године број становника је 2.384.
| Група             | 2000.    | 2010.         |
| Белци             | 0 (0,0%) | 2.111 (88,5%) |
| Афроамериканци    | 0 (0,0%) | 14 (0,6%)     |
| Азијати           | 0 (0,0%) | 113 (4,7%)    |
| Хиспаноамериканци | 0 (0,0%) | 69 (2,9%)     |
| Укупно            | 0        | 2.384         |